# Ширрен, Карл
Карл Христиан Герхард Ширрен (нем. Carl Christian Gerhard Schirren, также Карл Карлович Ширрен; 8 (20) ноября 1826, Рига, Российская империя, — 11 декабря 1910, Киль, Германия) — прибалтийско-немецкий историк и публицист, географ, специалист в области статистики. Один из идеологов гегемонии остзейских немцев в прибалтийских губерниях России.

## Биография
Карл Ширрен родился 8 (20) ноября 1826 года в Риге в семье пастора. Окончив Рижскую губернскую гимназию, поступил в Дерптский университет, где учился с 1844 по 1848 годы. Во время учёбы серьёзно интересовался географией: посещал лекции Карла Блюма и Иоганна Генриха Медлера, который преподавал в университете математическую географию. Был членом местной студенческой корпорации «Fraternitas Rigensis Dorpat», которая исповедовала идеологию немецкого национализма. После окончания университета Карл Ширрен вернулся в Ригу, где открыл частную школу.
В 1856 году он защитил диссертацию по теме: «Нджанджа и гидрографические особенности Африки». С 1857 года он преподавал в Дерптском университете в качестве приват-доцента. С 1858 года, после получения степени доктора философии, он занял должность экстраординарного профессора статистики и географии. Он впервые стал читать лекции по теории статистики, курс административной статистики. Ширрен уже рассматривал статистику как метод и инструмент для других наук; в своих лекциях он широко касался тем, связанных с демографией и этнографией. Он ввёл специальный курс статистики сельского хозяйства и торговли в России, для которого использовал монографию Людвига Валериана Тенгоборского «Этюды о производительных силах России», в которой отсталость России по сравнению с промышленностью Европы объяснялась тем, что Россия всегда была сельскохозяйственной страной. Его лекции по естественной географии были более описательными.
С 1863 года начал работать штатным корреспондентом одной из пронемецки ориентированных газет Лифляндии «Dorpater Tageblatt», которая придерживалась консервативной идеологии. На этой должности он активно отстаивал политические и культурные интересы немецкой общины прибалтийских губерний. Его деятельность вызывала регулярную критику со стороны реформаторски настроенных правительственных кругов Российской империи.
До хабилитации Ширрен сдал четыре экзамена по географии. Но с 1863 года он — ординарный профессор на кафедре истории России. Его лекции по истории Ливонии имели довольно сильное воздействие на студенческую аудиторию; выдержанные в националистическом ключе, они существенно укрепляли патриотический дух молодых прибалтийских немцев. 
В 1869 году Карл Ширрен издал в Лейпциге брошюру «Livländischer Antwort» («Лифляндский ответ»), направленную против действий чиновников российского правительства в Остзейском крае, целью которого было минимизировать влияние прибалтийских немцев и поддержать младолатышское движение. Брошюра носила ярко выраженный полемический характер и была направлена на ниспровержение идеологических установок российских славянофилов и лично Юрия Фёдоровича Самарина. Если Самарин в своих трудах и выступлениях постоянно подчёркивал необходимость скорейшей ликвидации автономии балтийских провинций и их полноценного включения в Россию, то Карл Ширрен последовательно защищал права остзейцев в области лютеранской веры и доминирующего статуса немецкого языка, а также выступал за максимально широкое самоуправление и собственную правовую систему остзейских губерний. Он акцентировал внимание на том, что эти права некогда были гарантированы прибалтийским немцам Петром Великим, который даровал остзейцам «Аккордные пункты» в 1711 году сразу после взятия Риги. Тем не менее, в своё программном «Ответе» Карл Ширрен также отметил историческое значение интенсивных контактов балтийских немцев с русскими, эстонцами и латышами, в то же время делая акцент на том влиянии, которое культурная концепция прибалтийских немцев оказало на другие местные культуры.
За публикацию брошюры Ширрен был смещён с кафедры и отправлен в отставку. После этого он покинул Россию и уехал со своей семьёй в Германию, сначала в Дрезден, а оттуда в Киль. При поддержке лифляндских дворян Ширрен мог беспрепятственно заниматься архивными исследованиями. В 1874 году Карл Ширрен был назначен профессором Кильского университета, где преподавал вплоть до своей отставки в 1907 году (в 1878—1879 годах был ректором). Также Ширрен являлся членом и президентом (1861—1864) Эстляндского научного общества. 
Умер в Киле 11 декабря 1910 года.